# لیزا فلود
لیزا فلود (به انگلیسی: Lisa Flood) (زادهٔ ۱ اوت ۱۹۷۱) شناگر اهل کانادا است.